# خواب آشفته نفت
خواب آشفته نفت کتابی از محمّدعلی موحّد است که در سال ۱۳۷۸ منتشر و در مراسم کتاب سال جمهوری اسلامی ایران به‌عنوان کتاب برگزیده معرفی شد.

## موضوع
این کتاب ظرایف و ریزه کاری‌های حقوقی قراردادها و جزئیات مذاکرات نفتی را واکاوی و به روایت آن می‌پردازد. در این میان تلاش تیمورتاش برای مذاکرات نفتی، به سفر رفتن‌های او و آخرین بازگشت پر رمز و رازی که داشت، یکی از پر کشش‌ترین بخش‌های کتاب است که در نهایت با به بن‌بست رسیدن این مذاکرات و مرگ تیمورتاش به پایان می‌رسد. قرارداد دارسی در میان تبلیغات منفی فراوان علیه این قرارداد، استعماری خواندن آن و توصیفش به عنوان یکی از قراردادهای ننگین استعماری باقی مانده از دوران سیاه قاجار، لغو می‌شود. ماجرای کتاب خواب آشفته نفت تنها به الغای قرارداد دارسی اکتفاء نمی‌کند. نگارنده اثرات لغو قرارداد را هم می‌کاود تا جایی که در میان سکوت و تأیید رسانه‌ها و مجلس ایران به پادشاهی رضاخان به قرارداد ۱۹۳۳ می‌رسد. قرارداد ۱۹۳۳ اگرچه استعماری تر از قرارداد دارسی بود، سهم بالقوه ایران را از نفت کاهش می‌داد و اختیارات حقوقی این کشور را کمتر از قرارداد دارسی می‌کرد، اما رضاخان در طول مذاکراتی آن را تأیید نمود، مجلس نیز بدون هیچ اعتراضی آن را به تصویب رساند.

## عناوین جلدهای منتشره
1. خواب آشفته نفت: از قرارداد دارسی تا سقوط رضا شاه
2. خواب آشفته نفت: دکتر مصدق و نهضت ملی ایران
3. خواب آشفته نفت: دکتر مصدق و نهضت ملی ایران
4. خواب آشفته نفت: از کودتای ۲۸ مرداد تا سقوط زاهدی
5. گفته‌ها و ناگفته‌ها (تعلیقه)